# Rey Pila
Rey Pila est un groupe de rock mexicain, originaire de Mexico. Il est formé par Diego Solórzano, Rodrigo Blanco, Andrés Velasco et Miguel Hernández, bien qu'il s'agisse d'un projet solo de Diego Solórzano, ancien chanteur et compositeur du groupe Los Dynamite. Le nom du groupe provient d'un graffiti fait par Jean-Michel Basquiat, qui contenait les mots en anglais King Battery, dont la traduction en espagnol est Rey Pila.

## Biographie

### Rey Pila
Après avoir dissous Los Dynamite en 2008, Diego Solórzano commence immédiatement à travailler sur son projet solo. En 2009, Diego se rend à New York pour enregistrer le premier album éponyme, Rey Pila, avec le producteur américain Paul Mahajan (TV on the Radio, Yeah Yeah Yeahs, Liars, The National). Ce premier album est composé et coproduit par Diego lui-même et comprend dix morceaux, dont quatre en espagnol et six en anglais. Solórzano forme un nouveau groupe, avec Andrés Velasco, Rodrigo Blanco et Miguel Hernández (ex-bassiste dans Los Dynamite), pour jouer les morceaux du premier album live. Ils  intègrent le projet à temps plein, qui, à la fin de 2011 devient officiellement un quatuor.

### The Future Sugar
En 2012, le groupe entre aux studios DFA de New York pour enregistrer un deuxième album avec le producteur Chris Coady (Beach House, Smith Westerns, Wavves). Avec ce nouvel album, le groupe est signé par Cult Records, label new-yorkais fondé et dirigé par Julian Casablancas (chanteur des Strokes), qui sortira Alexander comme premier single. La face B du single est une reprise du morceau Lady in Red de Chris de Burgh.
Dans une interview avec NME, Julian Casablancas décrit la manière particulière dont il a découvert Rey Pila : « J'étais dans les anciens bureaux de Cult Records à New York quand j'ai entendu une chanson dans la rue, qui sonnait comme un succès moderne beaucoup mieux que la musique pop d'aujourd'hui. J'étais troublé par l'idée que peut-être je ne saurais jamais quelle chanson c'était. J'ai rapidement quitté mon poste pour découvrir que la mélodie venait d'en face, où ils jouaient la démo d'un groupe à la recherche d'un label, ce morceau, c'était Alexander de Rey Pila. »
À la fin de 2013, Rey Pila fait sa première tournée européenne, ouvrant en concert pour Albert Hammond, Jr., guitariste des Strokes. En septembre 2014, le groupe ouvre une partie de la tournée d'Interpol aux États-Unis et au Canada. En mars 2015, Rey Pila annonce la sortie de son deuxième album studio, The Future Sugar, qui devait initialement sortir le 5 mai de la même année. Un mois plus tard, le groupe sort un nouveau single, What a Nice Surprise, et par en tournée nord-américaine avec The Rentals (groupe de Matt Sharp, ancien membre de Weezer).
Après avoir écouté les nouvelle démos du groupe, Julian Casablancas convainc ce dernier d’ajouter trois de ces chansons à The Future Sugar. Casablancas coproduira lui-même ces trois nouvelles chansons, et la date de sortie de l'album est repoussée. Fire Away, une des nouvelles chansons coproduites par Julian Casablancas, sort en single le 16 juillet 2015, et la date de sortie de l'album est fixée au 25 septembre 2015. (17 juillet au Mexique). En soutien à l'album, Rey Pila tourne de nouveau aux États-Unis, cette fois avec Brandon Flowers (chanteur des Killers), et se présente pour la deuxième fois au festival Austin City Limits. L'album incarne la liste des « meilleurs albums mexicains de 2015 » du journal El País, ainsi que la liste des « meilleurs albums latinos » du magazine Rolling Stone Mexico. La chaîne de radio mexicaine Ibero 90.9 jouera le single Fire Away qu'il ajoutera sur sa liste des meilleures chansons de l’année.
Rey Pila est invité à ouvrir à la tournée mexicaine du groupe américain Maroon 5 en février 2016. Le 1er avril la même année, Rey Pila fait la présentation officielle de The Future Sugar au Lunario del Auditorio Nacional de Mexico. Le 31 mai 2016, Rey Pila réalise une vidéo pour sa chanson Surveillance camera, et ouvre, le même soir, le concert de ses nouveaux partenaires, The Strokes, au Capitol Theatre de Port Chester, New York.

### Wall of Goth EP
À la fin de 2016, Rey Pila entre aux studios Red Bull de New York, pour enregistrer de nouvelles chansons sous la production de Julian Casablancas et Shawn Everett. Ces enregistrements donnent lieu à un EP quatre morceaux intitulé Wall of Goth EP, qui sera publié par Cult Records le 28 avril 2017,.
Le 9 septembre de la même année, Rey Pilafait la présentation officielle de son nouvel EP avec El Plaza Condesa à Mexico. 28 Plus tard, le groupe effectue sa tournée en Amérique du Sud, dans le cadre du Hollywood Bolívar Tour, avec The Voidz et Promiseland,. À la fin de 2017, la chaîne de radio mexicaine Reactor 105.7 FM inclut le single Ninjas sur sa liste des meilleures chansons de l'année, le plaçant à 14e place.
En mars 2018, Rey Pila ouvre en concert du Global Sprit Tour de Depeche Mode à Mexico. Ce même mois, le groupe sort une reprise de la chanson Israel de Siouxsie and the Banshees,.

## Discographie

### Albums studio
- 2010 - Rey Pila (Ocesa Seitrack /  Sony Music Entertainment México)
- 2015 - The Future Sugar (Cult Records)
- 2020 - Velox Veritas (Arts & Crafts México)
- 2024 - Estan Strange I (Arts & Crafts México)

### EP
- 2017 - Wall of Goth (Cult Records)
- 2019 - Lucky No.7 (Arts & Crafts México)
- 2022 - E.P. (Arts & Crafts México)

## Distinctions

### Premios IMAS
- Chanson de l'année - No Longer Fun (gagné)[35]
- Album solo - Rey Pila (gagné)

### Premios UFI
- 2014 : Premio IMAS al Mejor Artista Mexicano - Rey Pila (gagné)[36]

### Premios IMAS
- 2016 : Album de rock - The Future Sugar (nommé)[37]